# 弾正尹
弾正尹（だんじょうのかみ/だんじょういん）は、律令制度における弾正台の長官（）である。従三位相当。職務として、非違の糾弾、弾劾を司る。二官八省から独立して監察を行う。太政大臣を除くすべての役人の不正を摘発するのが主な任務である。唐名は御史大夫。
平安時代の9世紀初頭に令外官の検非違使が設置された後は、皇族に与えられる名誉職のようになり、実権はあまりなかった。
しかも、長元3年（1030年）に薨去した清仁親王以降の皇族の任官はなく、12世紀・13世紀には公卿からの任官も無い状態であった。正安4年（1302年）に村上源氏の土御門雅房が任じられて復活するが同年に死去、皇族では元応元年（1319年）に忠房親王が任命されている。
しかし1879年（明治12年）、太政官制のなかで官庁としての弾正台が復活すると、長官である弾正尹には九条道孝が就任した。